# Ibis redibis non morieris in bello
A frase Ibis redibis non morieris (ou peribis) in bello é tradicionalmente, a resposta dada pela Sibila a um soldado que havia consultado o oráculo sobre o êxito de sua missão.
A frase dá margem à dupla interpretação conforme a pontuação que se queira utilizar. Se for colocada uma vírgula antes de "non" (Ibis, redibis , non morieris in bello), o significado da resposta é "Irás, retornarás, não morrerás na guerra".
Se porém a vírgula for deslocada para depois da negação (Ibis, redibis non , morieris in bello), a frase terá sentido oposto: "Irás, não voltarás, morrerás na guerra".